# 托尔图埃拉
托尔图埃拉，是西班牙卡斯蒂利亚-拉曼恰瓜达拉哈拉省的一个市镇。总面积82平方公里，总人口226人（2001年），人口密度3人/平方公里。